# Neolarra verbesinae
Neolarra verbesinae är en biart som först beskrevs av Cockerell 1895.  Neolarra verbesinae ingår i släktet Neolarra och familjen långtungebin. Inga underarter finns listade i Catalogue of Life.